# Олешко, Егор Григорьевич
Егор Григорьевич Олешко (10 августа 1933 года, село Ремонтное, Ремонтненский район, Северо-Кавказский край — 9 июля 2016 года, село Ремонтное, Ремонтненский район, Ростовская область) — старший чабан колхоза имени XVII партконференции Ремонтненского района. Герой Социалистического Труда (1971), награждён орденом Октябрьской Революции (1976), орденом Трудового Красного Знамени (1966), делегат XXVI съезда КПСС (1981).

## Биография
Родился Егор Григорьевич 10 августа 1933 года в селе Ремонтное Ремонтненского района Северо-Кавказского края (ныне Ростовской области). С раннего детства Егор Олешко начал работать, уже в одиннадцать лет работал воловником в годы Великой Отечественной войны, летом 1944 года забрали работать к отаре, в 1948 году был старшим чабаном колхоза имени XVII партконференции Ремонтненского района. В четырнадцать лет Олешко был награждён медалью «За трудовую доблесть». Многие годы бригада Егора Григорьевича применяла кошарно-базовый метод выращивания ягнят и каждый год добивалась высоких привесов молодняка.
За высокие результаты, достигнутые в развитии сельскохозяйственного производства и выполнение пятилетнего плана в 1971 году Егор Григорьевич Олешко был удостоен звания Героя Социалистического Труда с вручением ордена Ленина и золотой медали «Серп и Молот».
Является победителем социалистического соревнования по итогам десятой и одиннадцатой пятилеток: старший чабан Егор Олешко выполнил с опережением на год десятую пятилетку, в 1980 году получил от каждой овцематки 8,2 кг шерсти и 115 ягнят на каждые 100 овцематок этот результат работы был в счёт одиннадцатой пятилетки.
В Москве дважды участвовал в выставке достижений народного хозяйства, был награждён медалями за успехи, в 1979 году получил диплом Почёта и именной автомобиль «Москвич-412».
Егор Григорьевич Олешко — делегат XXVI съезда КПСС, XIX партконференции, а также награждён орденами Трудового Красного Знамени, Октябрьской Революции, медалью «За доблестный труд. В ознаменование 100-летия со дня рождения Владимира Ильича Ленина» (1970), медалями ВДНХ СССР.
В 2001 году Егор Григорьевич ушёл на пенсию.
Скончался 9 июля 2016 года в селе Ремонтное Ремонтненского района Ростовской области.

## Награды
- Герой Социалистического Труда (1971);
- Орден Ленина (1971);
- Медаль «Серп и Молот» (1971);
- Орден Октябрьской Революции (1976);
- Орден Трудового Красного Знамени (1966);
- Медаль «За доблестный труд. В ознаменование 100-летия со дня рождения Владимира Ильича Ленина» (1970);
- Медаль «За трудовую доблесть»;
- Победитель социалистического соревнования;
- Медали ВДНХ СССР;
- другие медали.